# Dorfkirche St. Mauritius (Hausach)

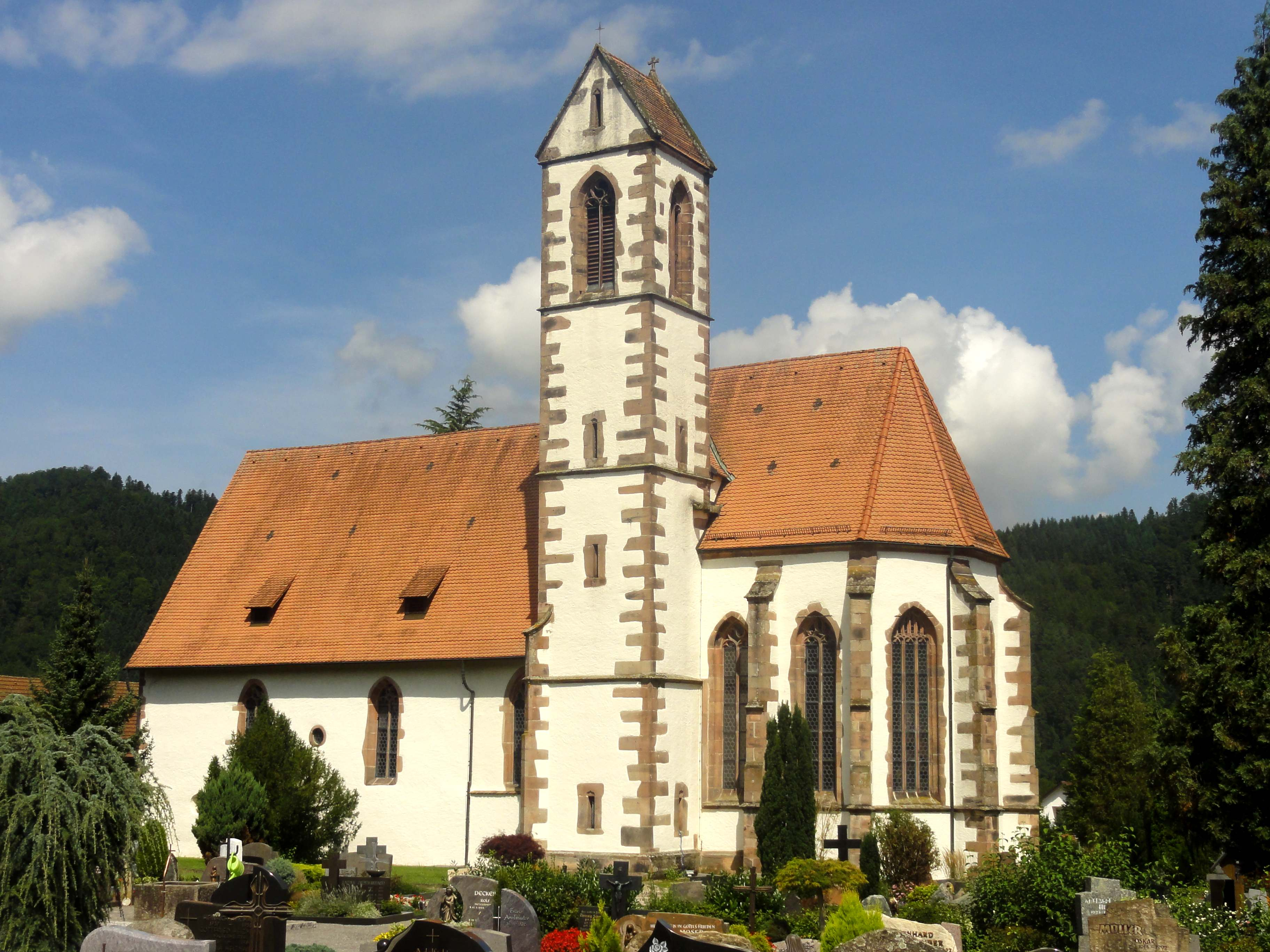
Dorfkirche St. Mauritius

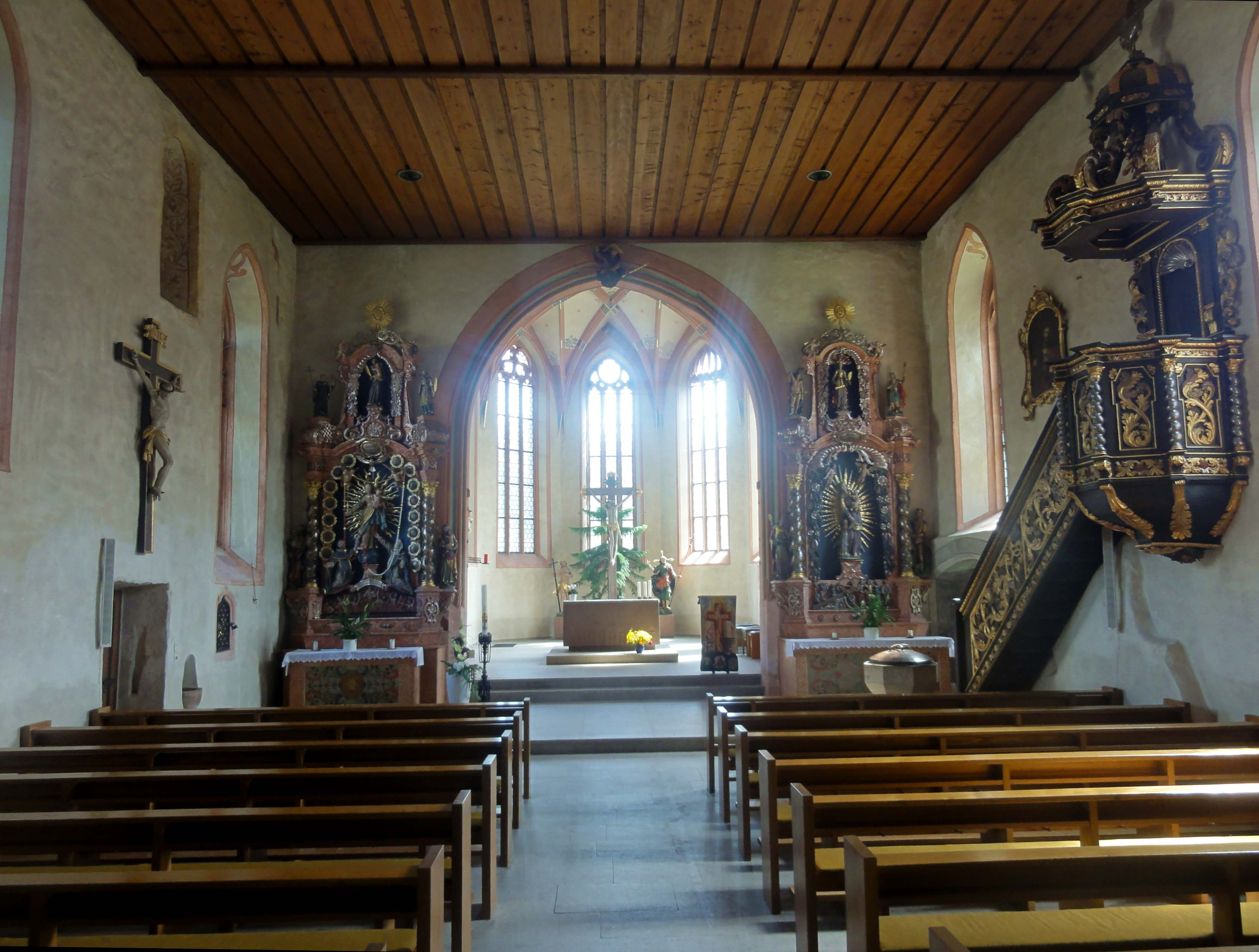
Innenansicht

Die römisch-katholische Dorfkirche St. Mauritius steht auf dem Friedhof der Kleinstadt Hausach im Ortenaukreis in Baden-Württemberg. Die Kirchengemeinde gehört zum Dekanat Offenburg-Kinzigtal im Erzbistum Freiburg.

## Beschreibung
Die ehemalige Pfarrkirche stammt aus den ersten Anfängen des 11. Jahrhunderts und wurde 1515 umgebaut und erweitert. Die alte Pfarrkirche wird 1148 erstmals genannt: Friedrich von Wolfach schenkt zum Heil seiner Seele eine Kirche – ecclesiam quae est apud Husen. Nachdem die Stadtpfarrkirche 1896 fertiggestellt worden war, übernahm sie die Funktion einer Friedhofskirche. Sie besteht aus einem im Kern romanischen Langhaus, einem eingezogenen, dreiseitig geschlossenen Chor im Osten, der von Strebepfeilern gestützt wird, einem Chorflankenturm an der Südwand des Chors und der Sakristei an der Nordwand. 
Der Innenraum des Langhauses ist mit einer Flachdecke überspannt, der des Chors mit einem Sternrippengewölbe.